# フラワーチルドレン (ユニット)
フラワーチルドレンとは、声優の横山智佐と豊口めぐみによる音楽ユニット。広井王子プロデュースで、ゲーム「火星物語」のエンディングに使われた「たとえば愛だよね」を歌った1997年から2000年まで活動した。

## メンバー
横山智佐
豊口めぐみ
活動当時、両者とも文化放送のラジオ番組「広井王子のマルチ天国」に出演していた。豊口は番組内で行われた「火星ガール」オーディションでグランプリを獲得したことがデビューのきっかけであり、1997年の「たとえば愛だよね」時点では声優としてデビューしていない。

## ディスコグラフィー

### シングル
1. たとえば愛だよね
1997年7月21日発売の横山智佐「Wing」のカップリングとして。（「Wing」はゲーム「火星物語」のオープニング曲、「たとえば愛だよね」はエンディング曲）

### アルバム
1. LOVeの伝説（1998年5月21日発売）
  1. たとえば愛だよね（アルバム・リミックス）
  2. ハンバーガー
  3. LOVeの伝説
  4. 許されない愛
  5. アラビアン
  6. 愛じゃない
2. ふたり（2000年11月22日発売）
  1. 真夏の恋
  2. この雨が上がったら
  3. 恋の魔法
  4. キスキス
  5. ふたり
  6. ありがとう